# Wszemirów
Wszemirów – wieś w Polsce położona w województwie dolnośląskim, w powiecie trzebnickim, w gminie Prusice.

## Podział administracyjny
W latach 1975–1998 miejscowość administracyjnie należała do województwa wrocławskiego.

## Nazwa
W księdze łacińskiej Liber fundationis episcopatus Vratislaviensis (pol. Księga uposażeń biskupstwa wrocławskiego) spisanej za czasów biskupa Henryka z Wierzbna w latach 1295–1305 miejscowość wymieniona jest w zlatynizownej formie Semyrow.

## Zabytki
Do wojewódzkiego rejestru zabytków wpisany jest:
- kościół, parafialny, rzymskokatolicki pw. św. Michała Archanioła, należący do dekanatu Trzebnica, z 1305 r., przebudowany w XVIII w. i XIX w.